# 諸岡
株式会社諸岡（もろおか、英: MOROOKA CO.,LTD）は、ゴムクローラの走行部を特徴とした不整地運搬車、およびフォワーダ、自走式破砕機など特殊車両を製造販売する日本の老舗建設機械メーカー。
鑿泉業を「諸岡鑿泉株式会社」名で行っていたが、1971年に「株式会社諸岡」に社名変更。その後、全油圧式の製品を次々と発表した。ブリヂストンと共同開発したゴム製の大型フルクローラを特徴とし、HSTシステムと組み合わせることにより、操作性および整備性に優れる。

## 概要
不整地運搬車、フォワーダ、自走式木材破砕機、フォークリフトなど、業種、用途を問わず、幅広い分野での不整地作業の製品を扱う。
また、自衛隊、警視庁、原子力発電所などにも車両が採用されている。

## 事業所
(この節の出典）
- 本社 - 茨城県龍ケ崎市庄兵衛新田町358
- 本社工場 - 茨城県龍ケ崎市庄兵衛新田町282
- 美浦工場 - 茨城県稲敷郡美浦村郷中2258-1

- 営業所
  - 北海道営業所 - 北海道苫小牧市新開町2-4-5
  - 東北営業所 - 宮城県栗原市高清水中ノ茎94
  - 関東営業所 - 茨城県龍ケ崎市庄兵衛新田町358
  - 北信越営業所 - 新潟県新潟市南区茨曽根2410-1
  - 中部営業所 - 滋賀県長浜市新庄馬場町309
  - 中国営業所 - 岡山県津山市野村欠の木146-1
  - 九州営業所 - 熊本県熊本市南区八幡5丁目16-23

- 海外現地法人
  - Morooka America,LLC - 6199 SE Lake Road Milwaukie, Oregon 97222 United States
  - Morooka Europe GmbH - ドイツ

Ami R&D Center（試験開発・デモセンター）
試験開発グループの試験場として活用されている。また新製品や新技術の発表の場となっている。様々なテストコース、テストエリアに加えレクリエーションエリアも完備。キャリアダンプやフォワーダ、破砕機などを実際に機動している姿を見ることが可能。

## 沿革
（この節の出典）
- 1958年（昭和33年）3月 - 茨城県龍ケ崎市川原代町において、諸岡鑿泉工業の商号で土木建設会社として創業し、ポンプを独自に開発する
- 1966年（昭和41年）11月 - 「諸岡鑿泉株式会社」を設立
- 1971年（昭和46年）8月 - 「株式会社諸岡」に商号変更
- 1974年（昭和49年） - 本社工場が完成し、油圧機器の開発を始める
- 1975年（昭和50年）8月 - ブルドーザー、全油圧式トレンチャーの製造・販売を始める
- 1978年（昭和53年）10月 - ブリヂストンの協力によって、幅500mmの大型クローラを開発、超湿地用運搬車を発表
- 1986年（昭和61年）5月 - 小松製作所に運搬車のOEM供給を始める
- 1990年（平成2年）5月 - 苫小牧工場完成、ゴムクローラ式農耕用トラクターの製造販売開始、防衛庁（現・防衛省）に資材運搬車納入開始
- 1993年（平成5年）4月 - ゴムクローラ式フォークリフトの専門工場として熊本工場が完成
- 2000年（平成12年）4月 - ゴムクローラ式木材破砕機を発表
- 2003年（平成15年）3月 - アメリカ現地法人を設立
- 2005年（平成17年）5月 - 本社と工場、営業所を現在地に移転
- 2007年（平成19年）7月 - 新本社工場完成
- 2017年（平成29年）4月 - ドイツフランクフルトに販売会社　Morooka Europe GmbH　設立
- 2024年（令和6年）4月 - 代表取締役社長 諸岡昇 就任

## 事業
- ゴムクローラ式の各種運搬車、特殊車両の製造・販売・レンタルを行っている。

## スローガン
新しい大地への挑戦
1990年頃に使用されたスローガン。
環境と共に生きる
諸岡の環境意識を背景に2000年頃より使用されたスローガン。木材破砕機や様々な環境機械の開発をしていたことが背景にある。現在もホームページの社名と共に記載されている。
道なき未知を切り拓く
2015年頃より使用されたスローガン。

## 製品
- 不整地運搬車
  - キャリアダンプ（リジット式）
    - MST60C
    - MST80C
    - MST110C

  - キャリアダンプ（全旋回型） 
    - MST40CR
    - MST80CR
    - MST110CR
    - MST200CR
- 林内運搬車、林内作業車 
  - フォワーダ
    - MST40F
    - MST1000VDL
    - MST-1000VDLG
    - MST1500VDL
    - MST-1500VDLG
- 環境関連機器
  - 自走式木材破砕機
    - MC-450D
    - MC-2000
    - MC-4000
    - MC-6000
    - MC-2500T
    - MRC-3000

  - 自走式ロータリースクリーン
    - MRS-36
- その他 車両
  - ゴムクローラショベルローダー
    - MS40

  - フォークリフト
    - MFD-20

  - 大型マニアスプレッダー
  - 資材運搬車 (防衛省)
    - PC-065B

  - ベースマシン
- サービス

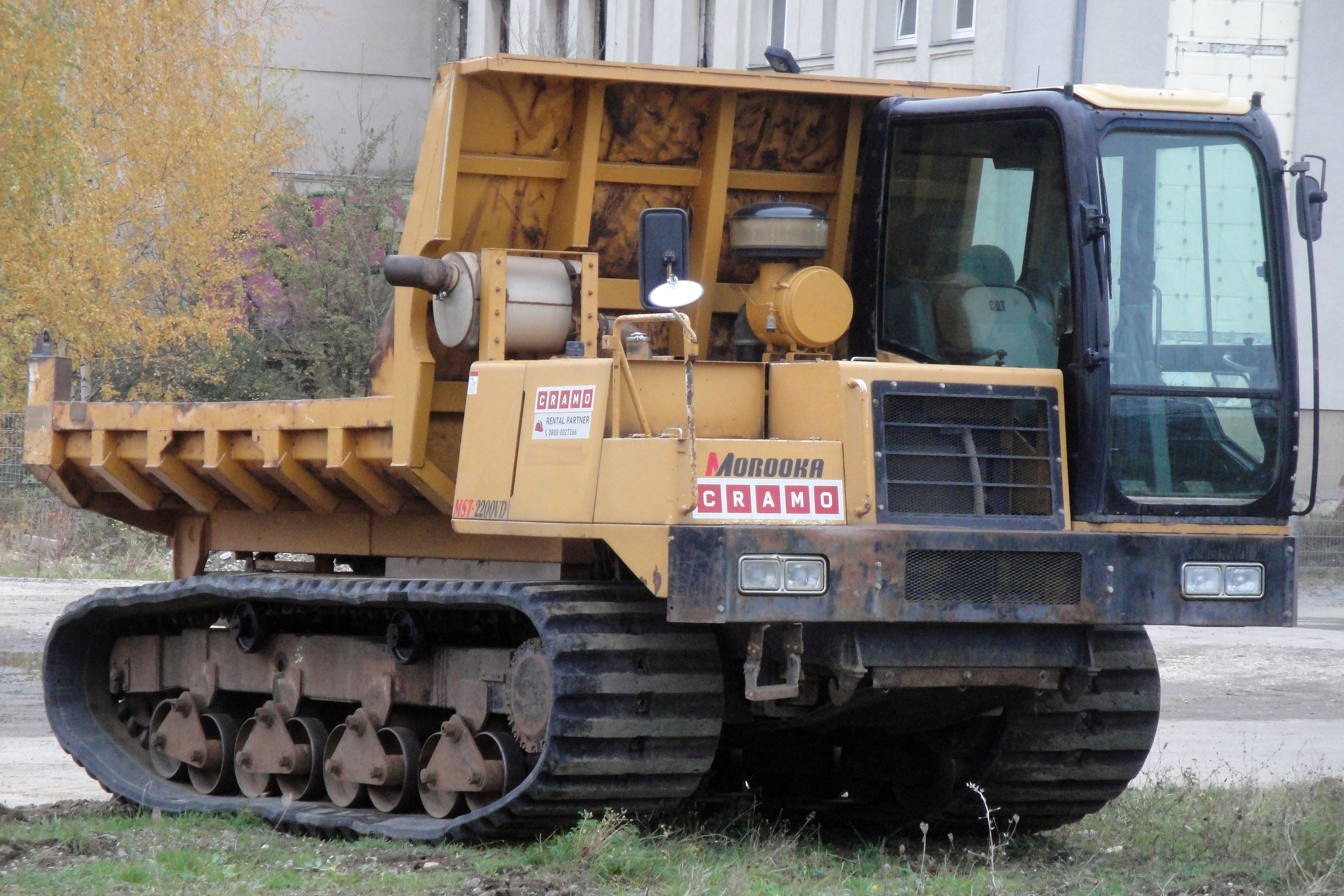
キャリアダンプ MST-2200VD

  - M-eye (遠隔稼働監視システム)※標準装備

## 廃番
- ショベルローダ - 小型のショベルローダを多く製造販売していた。
- ブルドーザー
- 雪上車
- トレンチャー
- バックホウ
- トラクター - フルクローラ式のトラクターが低馬力帯から高馬力帯まで製造販売していた。
- ゲレンデ整備車
- リゾート運搬車
- クラッシャー
- マニアスプレッダー
- 自走式焼却炭化装置
- 自走式大型浄水機